# Fairmount Water Works
Die Fairmount Water Works, manchmal abgekürzt als FWW, ist ein historisches Wasserwerk in Philadelphia im Bundesstaat Pennsylvania in den Vereinigten Staaten, das als geschichtliches Denkmal von nationaler Bedeutung ausgewiesen ist.

## Geschichte
Ein erstes Wasserwerk, das sogenannte Centre Square Water Works wurde von Benjamin Latrobe erstellt. Es verwendete erstmals in den Vereinigten Staaten Dampfmaschinen zum Antrieb der Wasserpumpen, die das Wasser des Schuylkill River zum Centre Square brachten, wo später die Philadelphia City Hall gebaut wurde. Das Werk ging 1801 in Betrieb, genügte aber bald nicht mehr den Anforderungen der gewachsenen Bevölkerung und wurde deshalb durch die Fairmount Water Works ersetzt, die von den beiden Ingenieuren  Frederick Graff und John Davis, beides Schüler von Latrobe, geplant wurden.
Die Fairmount Water Works wurde etwa anderthalb Kilometer nördlich des alten Werks bei der kurz zuvor fertiggestellten Colossus Bridge gebaut. Es nahm im September 1815 den Betrieb auf und pumpte das Wasser in ein Reservoir, das auf dem Fair-Mount genannten Hügel lag. Von dort floss es mithilfe der Schwerkraft in die Wohngebiete. Die Dampfmaschinen waren zu teuer im Betrieb, weshalb die Anlage von 1819 bis 1922 auf Betrieb mit Wasserkraft umgebaut wurde. Ein fast 500 m langes Wehr staute den Schuylkill River auf einer Länge von fast 10 km. Das Wasser wurde durch einen in den Kalkstein gesprengten Oberwasserkanal acht unterschlächtigen Wasserrädern zugeleitet, die vier Paare doppeltwirkende Kolbenpumpen antrieben.
Die Anlage wurde 1850 auf den Betrieb mit Jonval-Turbinen umgebaut und stand bis 1911 in Betrieb. Danach wurde die Anlage stillgelegt, weil das Flusswasser für die Verwendung als Trinkwasser zu stark verschmutzt war. Die Pumpen wurden abgebaut und das im Stil der Amerikanischen Renaissance bis 1962 als Aquarium genutzt. Danach war darin während zehn Jahren ein der John B. Kelly Pool untergebracht, ein Übungsbecken für Wettkampfschwimmer. In den 1970er Jahren begann die Freiwilligenorganisation Junior League of Philadelphia Spenden zu sammeln, um das Gebäude zu erhalten und als Ausflugsziel herzurichten. Ab 1972 nutzten die Wasserwerke Philadelphias das Gebäude im Rahmen der Öffentlichkeitsarbeit. Seit 2003 ist darin eine permanente Ausstellung über Umweltschutzthemen und zur Geschichte der Wasserversorgung in Philadelphia untergebracht.